# نادي بلد الوليد لكرة اليد
نادي بلد الوليد لكرة اليد هو نادي كرة يد في إسبانيا تأسس في سنة 1991  يقع مقره في بلد الوليد، منطقة قشتالة وليون. تبلغ سعة ملعبه 3500 متفرجا. تم حل النادي في سنة 2014.